# CargoNet
CargoNet er et norsk jernbaneselskab, der blev etableret i 2002 på basis af NSB's godsafdeling.
CargoNet transporterer først og fremmest containergods og har linjer i Norge, Sverige, Danmark, Tyskland og Schweiz.